# Clustal

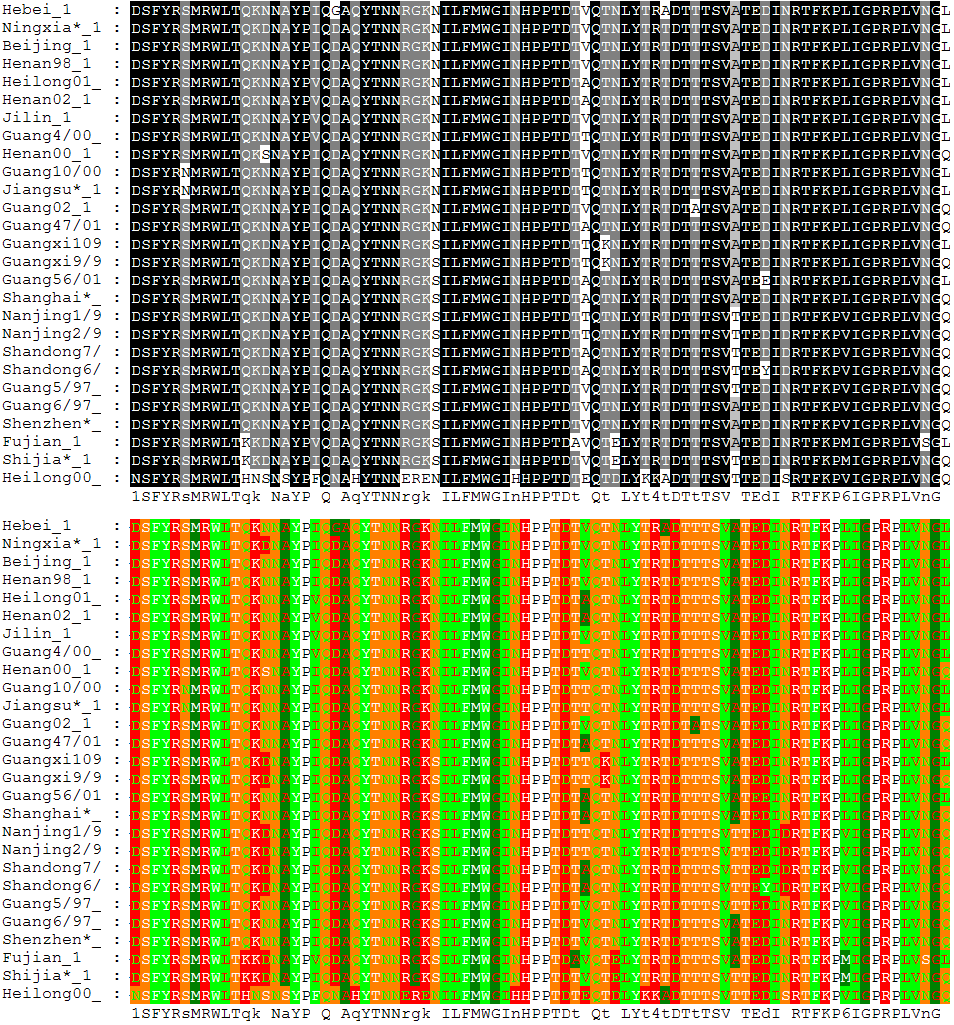

Clustal은 다중서열정렬을 해 주는, 널리 쓰이는 소프트웨어이다. command-line에서 실행되는 ClustalW과 GUI가 있는 ClustalX가 있다.